# Нора, Пьер
Пьер Нора́ (фр. Pierre Nora; 17 ноября 1931, Париж — 2 июня 2025, Париж) — французский историк, автор концепции «мест памяти». Президент ассоциации «За свободу истории». Исследователь исторической памяти. Продолжал исследования Мориса Хальбвакса.

## Биография
Родился в еврейской семье. Его родителями были известный французский уролог Гастон Нора и его жена Жюли Леман. Пьер был младшим из четверых детей. Его брат Симон Нора был после войны высокопоставленным чиновником и председателем совета директоров банка Lehman Brothers.
В годы оккупации Франции Германией девятилетнего Пьера прятали в районе горного массива Веркор. Во время войны он познакомился с интеллектуалами Жаном Прево и Жаном Бофре. 
Учился в Лицее Людовика Великого с Жаком Дерридой. Вопреки распространенному мнению, его трижды не приняли в Высшую нормальную школу, но эту неудачу, которую он разделил со своим школьным товарищем Пьером Видаль-Наке, впоследствии стал считать успехом. 
Получил степень магистра истории в 1958 году. После завершения образования преподавал в лицее Ламорисьер д’Оран в Алжире с 1958 по 1960 год. Он написал книгу о своем опыте, опубликованную под названием Les Français d’Algérie («Французы Алжира») (1961). С 1964 по 1976 год был женат на историке искусств и музейном кураторе Франсуазе Кашен, она умерла в 2011 году.
Известен как инициатор и руководитель масштабного исследовательского проекта «Места памяти» (Les Lieux de mémoire), осуществлявшегося с 1984 по 1992 год. Ключевой идеей проекта была связь памяти с национальной идентичностью; результатом стало монументальное издание в семи томах, в написании которых участвовали 130 учёных.
Умер в Париже 2 июня 2025 года в возрасте 93 лет.